# Listă de sultani ai Egiptului

### Sultani de Fatimid (909-1171)
- Ubayd Allah al-Mahdi Billah (909-934; a fondat dinastia Fatimid)
- Muhammad al-Qaim Bi-Amrillah (934-946)
- Isma'il al-Mansur Bi-Nasrillah (946-952)
- Ma'ad al-Muizz Li-Deenillah (952-975; Egipt * Abu Mansoor Nizar al-Aziz Billah (975-996)
- Husayn al-Hakim Bi-Amrillah (996-1021)
- Ali az-Zahir (1021-1035)
- Ma'ad al-Mustansir Billah (1035-1094)
- al-Musta'li (1094-1101)
- al-Amir Bi-Ahkamillah (1101-1130)
- al-Hafiz (1130-1149)
- az-Zafir (1149-1154)
- al-Faiz (1154-1160)
- al-Adid (1160-1171)

### Sultani de Ayyubid (1171-1254)
- Saladin (1171-1193)
- Al-Aziz (1193-1198)
- Al-Mansur (1198-1200)
- Al-Adil I (1200-1218)
- Al-Kamil (1218-1238)
- Al-Adil II (1238-1240)
- As-Salih Ayyub (1240-1249)
- Turanshah (1249-1250)
- Al-Ashraf II (1250-1254) ( rulat de Mamluk Aibek ruled)

### Sultani de Bahari (1250-1382)
- Ezz Eddin Aybak (1250-1257)
- Nur Eddin ben Aybak (1257-1259)
- Muzafar Seif Eddin Qutuz (1259-1260)
- Zahir Rukn Eddin Bybars (1260-1277)
- Said Nasser Eddin Baraka (1277-1279)
- Adel Badr Eddin Salamish (1279)
- Mansour Seif Eddin Qalawoon (1279-1290)
- Ashraf Salah Eddin Khalil (1290-1293)
- Nasser Mohamed Ben Qalawoon (prima data) (1293-1294)
- Adel Zeen Eddin Katubgha (1294-1296)
- Mansour Hossam Eddin Lagin (1296-1298)
- Nasser Mohamed Ben Qalawoon (a doua oară) (1298-1309)
- Muzafar Rukn Eddin Bybars (1309)
- Nasser Mohamed Ben Qalawoon (a treia oară) (1309-1340)
- Mansour Seif Eddin Ben Mohamed (1340-1341)
- Ashraf Alladin Ben Mohamed (1341-1342)
- Nasser Shahab El-Dein Ben Mohamed (1342)
- Saleh Emad Eddin Ben Mohamed (1342-1345)
- Kamil Seif Eddin Ben Mohamed (1345-1346)
- Muzafar Zein Eddin Ben Mohamed (1346-1347)
- Nasser Hassan Ben Mohamed (prima data)(1347-1351)
- Salah Eddin Saleh Ben Mohamed (1351-1354)
- Nasser Hassan Ben Mohamed (a doua oară) (1354-1361)
- Salah Eddin Mohamed Ben Hagi (1361-1363)
- Ashraf Zeen Eddin Ben Hassan (1363-1376)
- Mansour Aladin Ben Shaban (1376-1381)
- Salih Zeen Edin Hagi (1381-1382)

### Circassiani (Burgi) Mamlukes (1382-1517)
- Zaher Barqooq (1382-1399) - întemeiază ramura burgidă din Dinastia Mamelucă
- Farag Ben Barqooq (prima dta) (1399-1405)
- Abd El-Aziz Ben Barqooq (1405)
- Farag Ben Barqooq (a doua oară) (1405-1412)
- Muyaid Sheikh (1412-1421)
- Ahmed Ben Muyaid (1421)
- Zaher Tatar (1421)
- Nasser Mohamed Ben Tatar (1421)
- Ashraf Barsbay (1422-1438)
- Aziz Gamal Ben Barsabay (1438)
- Zaher Gaqmaq (1438-1453)
- Mansour Osman Ben Gaqmaq (1453)
- Ashraf Inal (1453-1460)
- Muayaid Ahmed Ben Inal (1460)
- Zaher Khoshkadam (1461-1467)
- Seif Eddin Yalbai (1467)
- Zaher Tamarbagha (1467)
- Khair Bey (1467)
- Ashraf Qaitbay (1468-1496)
- Ashraf Mohamed Ben Qaitbay (prima data)(1496-1497)
- Qansuh Khumsamaah (1497)
- Ashraf Mohamed Ben Qaitbay (a doua oară)(1497-1498)
- Qansuh Ashrafi (1498-1500)
- Ganblat (1500-1501)
- Adel Tumanbay I (1501)
- Ashraf Qansuh Ghori (1501-1516)
- Tumanbay II (1517)

### Ocupația Britaniei (1882-1922)
- Husayn Kamil 19 decembrie 1914 -d. 9 octombrie 1917
- Faud I al Egiptului 9 octombrie 1916 - d. 16 martie 1922